# Jingmen

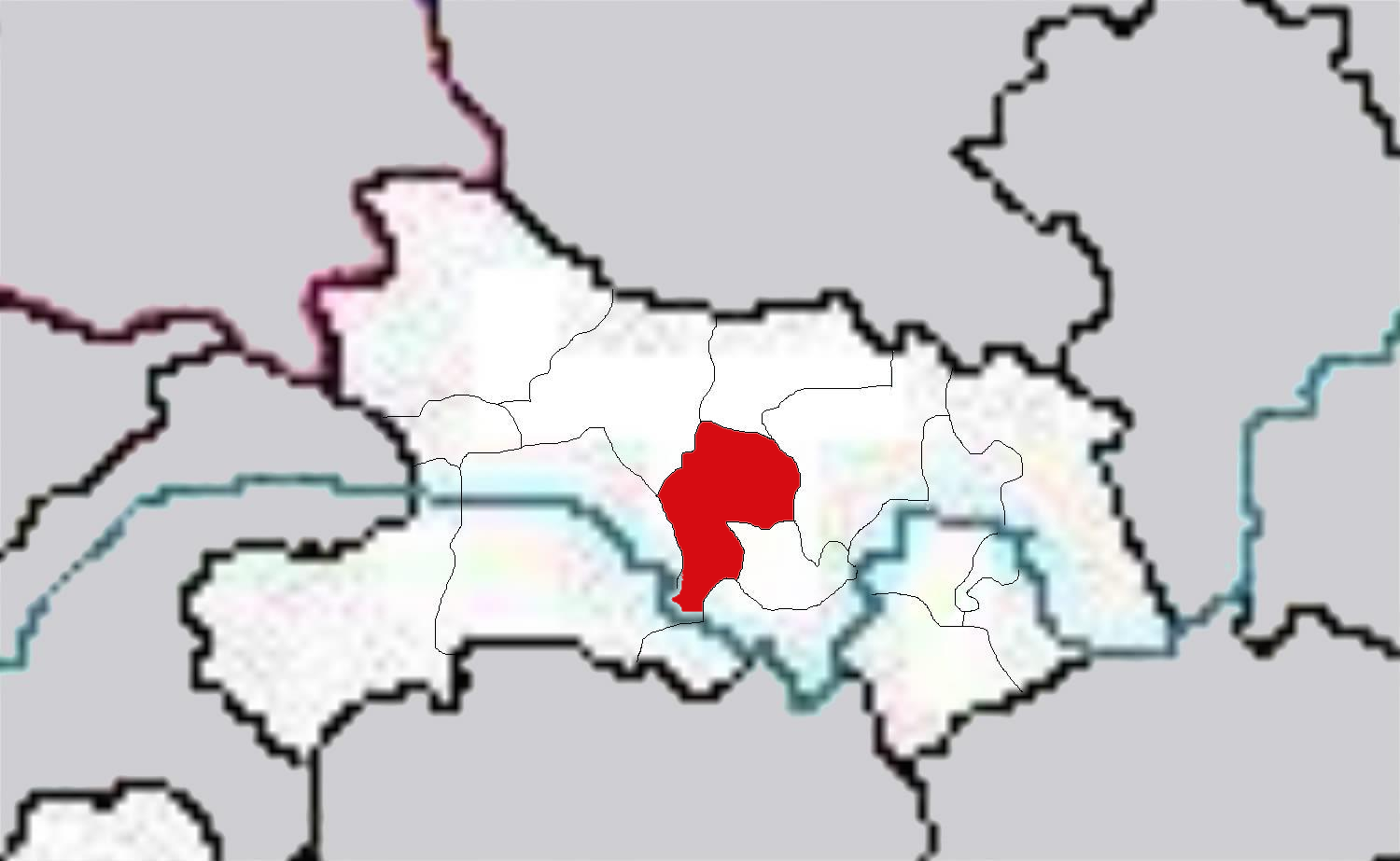
Lage Jingmens in Hubei

Jingmen (chinesisch 荊門市 / 荆门市, Pinyin Jīngmén Shì) ist eine bezirksfreie Stadt in der chinesischen Provinz Hubei. Das Verwaltungsgebiet der Stadt erstreckt sich über eine Fläche von 12.193 km² und zählt 2.596.927 Einwohner (Stand: Zensus 2020). Weiter südlich befindet sich die Stadt Jingzhou, die mit ihrem Stadtbezirk Shashi an Jingmen grenzt. Die Landwirtschaft der Stadt ist vom Getreideanbau geprägt.

## Administrative Gliederung
Auf Kreisebene setzt sich Jingmen aus zwei Stadtbezirken, einem Kreis und zwei kreisfreien Städten zusammen. Diese sind (Stand: Ende 2019).:
- Stadtbezirk Dongbao (东宝区), 1.651 km², 379.100 Einwohner, Zentrum, Sitz der Stadtregierung;
- Stadtbezirk Duodao (掇刀区), 603,9 km², 335.900 Einwohner;
- Kreis Shayang (沙洋县), 2.044 km², 559.800 Einwohner, Hauptort: Großgemeinde Shayang (沙洋镇);
- Stadt Jingshan (京山市), 3.566 km², 621.700 Einwohner;
- Stadt Zhongxiang (钟祥市), 4.328 km², 1.001.000 Einwohner.